# Hra s otevřeným světem
Hra s otevřeným světem (anglicky open world) je typ hry umožňující hráči se volně pohybovat po virtuálním světě a poskytnout mu značnou volnost ve výběru cílů. Používá se také pojem „free roaming“, který naznačuje absenci umělých bariér (např. neviditelné zdi, nahrávací obrazovky), obvyklých v lineárně navržených hrách.
Otevřená hra nemusí být nutně sandbox („pískoviště“), který hráči nabízí nástroje k modelování herního světa dle jeho vlastních představ.
Obecně platí, že i hry s otevřeným světem hráče nějakým způsobem limitují; ať už jde o omezení vyplývající z technických možností hardwaru či herního enginu, nebo herní omezení dané linearitou hry - typicky to bývají nepřístupné lokace, uzamčené objekty apod.

## Hratelnost a design
Otevřený svět je hrou (resp. herní úrovní), jež je navržená jako nelineární otevřená oblast s mnoha způsoby, jak dosáhnout cíle. Některé hry mají jak tradičně vytvořené úrovně, tak otevřené oblasti. Otevřený svět poskytuje více možností prozkoumávání než hra sestavená z méně rozsáhlých úrovní nebo zcela lineární úrovně. Recenzenti posuzovali kvalitu otevřeného světa podle toho, zda se pro hráče ve hře nachází zajímavé způsoby, jak mohou se světem během toho, co ignorují hlavní cíl hry, interagovat. V některých hrách se při modelování světa vychází ze skutečných míst, jako je New York.
David Braben v roce 2005 popisuje narativní strukturu současných videoher jako „jen málo odlišnou od raných filmů Harolda Lloyda z 20. let“[zdroj?]. Jedním z hlavních cílů herních designérů je vyvážit svobodu otevřeného světa se strukturou dramatického příběhu. Hráči totiž už dnes mohou v otevřeném světě provádět akce, které nejsou tvůrci her předem definované.
Většina her v otevřeném světě pojímá hlavní postavu jako „prázdnou desku“, do níž si hráč promítá své názory a hodnoty. Některé hry (např. Landstalker: The Treasures of King Nole) naopak umožňují i vývoj postavy a propracované dialogy.
Hry s otevřeným světem typicky dávají hráči neomezené množství životů nebo pokračování po neúspěchu (výjimkou je např. hra Blaster Master). Také je zde riziko, že se hráč může v otevřeném světě ztratit. Designéři se proto někdy snaží svět rozdělit do zvládnutelných částí.

### Procedurální generování a emergence
Procedurální generování se vztahuje na herní obsah, který je vytvářen algoritmicky, nikoli ručně. Je často používán pro generování úrovní a dalšího obsahu. Procedurální generování sice nezaručuje, že hra bude nelineární, ale je důležitým faktorem pro zrychlení vývoje hry. Rovněž otevírá nové možnosti pro kontinuální tvorbu větších a jedinečných herních světů s využitím menšího množství zdrojů. Tento druh generování se nazývá „worldbuilding“, kdy tvůrci definují jen obecná pravidla sloužící k sestavení věrohodného světa. Většina 4X a roguelike her do určité míry využívá právě procedurální generování. Příkladem vývojově orientovaného softwaru je SpeedTree - nástroj pro modelování vegetace, použitý např. ve hře The Elder Scrolls IV: Oblivion.
Emergence odkazuje na složité situace ve hře, které vznikají (ať už záměrně nebo nahodile) z interakce relativně jednoduchých herních mechanismů. Podle Petera Molyneuxe se emergentní hratelnost objeví všude tam, kde má hra dobrý simulační systém. Ten se vyznačuje pestrou škálou možných akcí hráče a zároveň realistickou odezvou prostředí na tyto akce. Díky tomuto systému tak působí věrohodně třeba SimCity nebo celá série The Sims. Patří sem i možnost libovolně komunikovat s obyvateli města, což ve velké míře nabízí oblíbená herní série Grand Theft Auto.
V posledních letech se herní designéři pokusili podpořit emergentní hratelnost tím, že poskytli hráčům nástroje pro rozšíření her svépomocí. Příkladem může být webový prohlížeč ve hře EVE Online a The Matrix Online. Emergenci lze nalézt také v interakci mezi fyzikou a umělou inteligencí. Jednou z výzev pro herní vývoj zůstává i nadále vyvinout schopnost vyprávět přesvědčivý příběh pouze s použitím emergentní technologie.
David Braben považuje skutečně otevřený herní design za „svatý grál“ moderních her; zmínil přitom hry, jako je Elite a série Grand Theft Auto. Petr Molyneux také uvedl, že se domnívá, že emergentní hratelnost je budoucností videoher; tuto představu se pokusil realizovat ve svých hrách Black & White a Fable. (Od roku 8/2013 pracuje na hře Godus.)

## Historie
Ultima I: The First Age of Darkness, hra vyvinutá Richardem Garriotem ve společnosti Origin Systems a vydaná v roce 1981, je pravděpodobně první skutečná hra v otevřeném světě. Třetí hra stejné řady Ultima III: Exodus dále rozšířila otevřený svět pomocí dalších způsobů dopravy jako například koně a čluny, které mohly být považovány za časné příklady sandboxového stylu hry.
Vesmírný simulátor Elite z roku 1984 je často brán za průkopníka otevřených světů. Zde bylo několik raných her, které nabídly hráčům možnost prozkoumat otevřený svět různými variantami vozidel. New York City, Miami Vice (videohra) rozšířila tento formát. Hunter (1991) byla popsána jako první sandboxová hra s kompletní podporou 3D pohledu z třetí osoby.
Wasteland, vydaný v roce 1988 společností Interplay Productions, je dalším významným průkopníkem v oblasti sandboxových her. Hra nabízí velký otevřený svět, kde každá provedená akce hráčem změní svět natrvalo. To mělo za následek nelineární hratelnost. Kde hráč mohl poznat hodně ze světa již od začátku, řešil úkoly a mise v libovolném pořadí, přičemž úkoly často mají více možných řešení. Hráč má také schopnost komunikovat se světem i jinými způsoby, pomocí nástrojů jako lana, lopaty.
Mapy ve hře Quarantine (1994) představovaly mnoho míst, kde by mise mohla být ukončena či pozměněna taktikou jako například střílení z bočních oken. Nintendo Mario 64 (1996) byla považována za revoluční pro jeho 3D otevřených volně průchozích světů, které se zřídka vyskytovaly v té době ve 3D. Jiné časné 3D příklady zahrnují například Legend of Zelda Ocarina of time (1998), Majora Mask (2000), Reflections Interactive (1999).

### 21. století
Ambiciózní adventura jménem Shenmue (1999) vytvořená společností Sega byla velkým krokem vpřed pro 3D otevřený svět. Považuje se za původce otevřeného města. Hra nabízí bezkonkurenční úroveň svobody pro hráče, což jim dává úplnou možnost prozkoumat rozsáhlé sandboxové město. Město má svůj den i noc a změny počasí. Velké interaktivní prostředí pro hru je nespočet možností, úrovně detailů a rozsah jeho zkoumání. Později se mohla hra srovnávat s hrami, jako je GTA III a další jeho pokračování. Sega vlastní série Yakuza, Fallout 3 a Deadly Premonition. S.T.A.L.K.E.R.: Shadow of Chernobyl byl vyvinut GCS Game World v roce 2009. Po něm následovaly další dvě hry, Prequel a jeho pokračování. Svobodný svět a jeho styl byl rozdělen do obrovských map, jako sektorů, a hráč může přecházet z jednoho sektoru do jiného, v závislosti na požadovaných úkolech, či jen z vlastní vůle.
Série, která měla největší kulturní vliv, byla Grand Theft Auto s více než 125 miliony prodaných kopií. GTA III kombinovala prvky z předchozích her a spojila je dohromady v novém skvělém zážitku. Například rozhlasové stanice byly použité už dříve ve hrách, jako je Sega Out Run (1986) a Maxis SimCopter (1996). Po vydání GTA III, mnoho dalších her, které použily 3D otevřený svět, bylo označováno, často přezíravě, jako klony GTA. Další velmi známá hra je Minecraft, které se prodalo více než 13 350 376 kopií pro PC, Mac i Linux.
Dále zde bylo několik dřívějších her, které nabídly hráčům možnost prozkoumávat otevřený svět při jízdě různými pozemními vozidly. Turbo Esprit přinesla 3D volně dostupné městské prostředí v roce 1986 a byla uváděna jako hlavní vliv na GTA. TX-1 (1983), Battle-Road (1984) a Out Run (1986) byly nelineární jízdní hry, které dovolily hráči projíždět několik různých tras, které vedly k různým možným cestám a konečným cílům. Mnoho z hlavních arkádových (na rozdíl od simulace) závodních sérií udělaly hry s otevřeným světem do roku 2010.